# Генслер, Мартин
Мартин Генслер (нем. Martin Gensler, полное имя Johann Martin Gensler; 9 мая 1811, Гамбург — 14 декабря 1881, Гамбург) — художник немецкого бидермайера: рисовальщик, живописец, акварелист. Член известной семьи гамбургских художников, младший брат Якоба Генслера.

## Жизнь и творчество
Мартин Генслер родился в Гамбурге, в семье чеканщика и «ювелира-златокузнеца» (Goldplätter), выходца из Данцига. Кроме Мартина, в семье воспитывались ещё два брата, впоследствии тоже ставших художниками: Якоб и Гюнтер. Их отец умер в 1831 году.

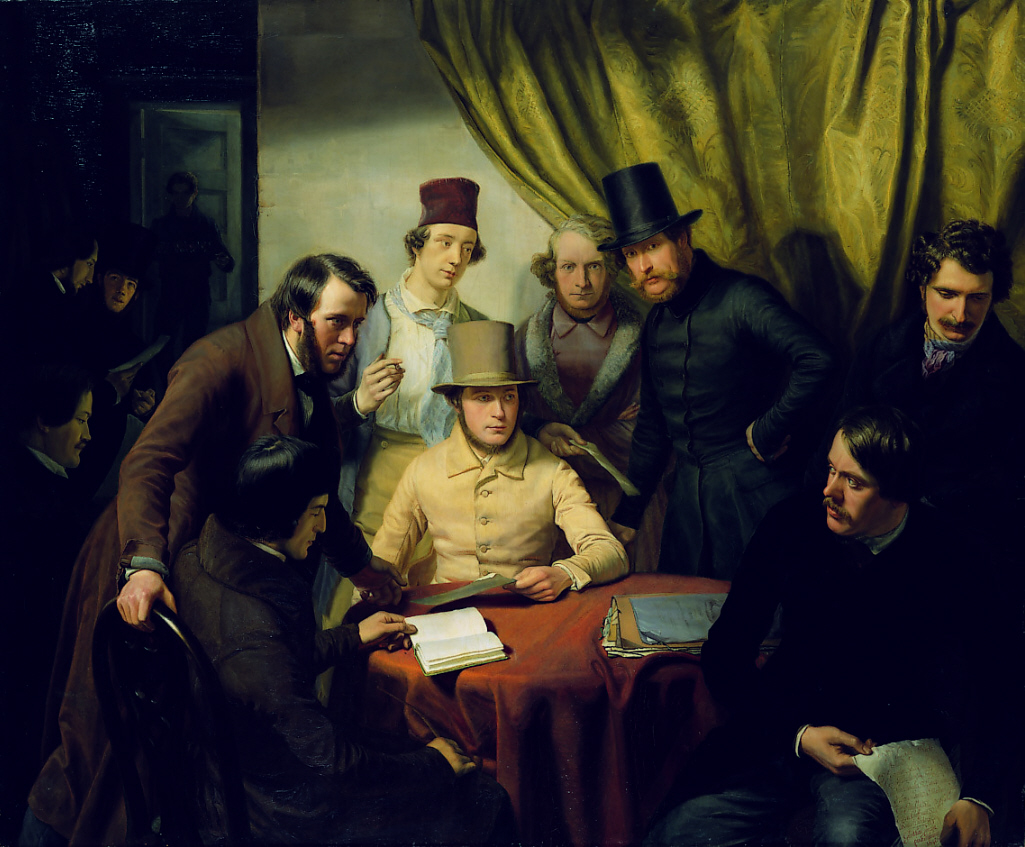
Гюнтер Генслер. Собрание членов «Гамбургской ассоциации художников» (Hamburger Künstlerverein). В центре: Якоб Генслер; слева направо: Гюнтер Генслер, Герман Зольтау, Карл Юлиус Мильде, Герман Кауфман, Рудольф Хардорф; сидят: Франц Хеше и Мартин Генслер (справа). 1840. Холст, масло. Кунстхалле, Гамбург

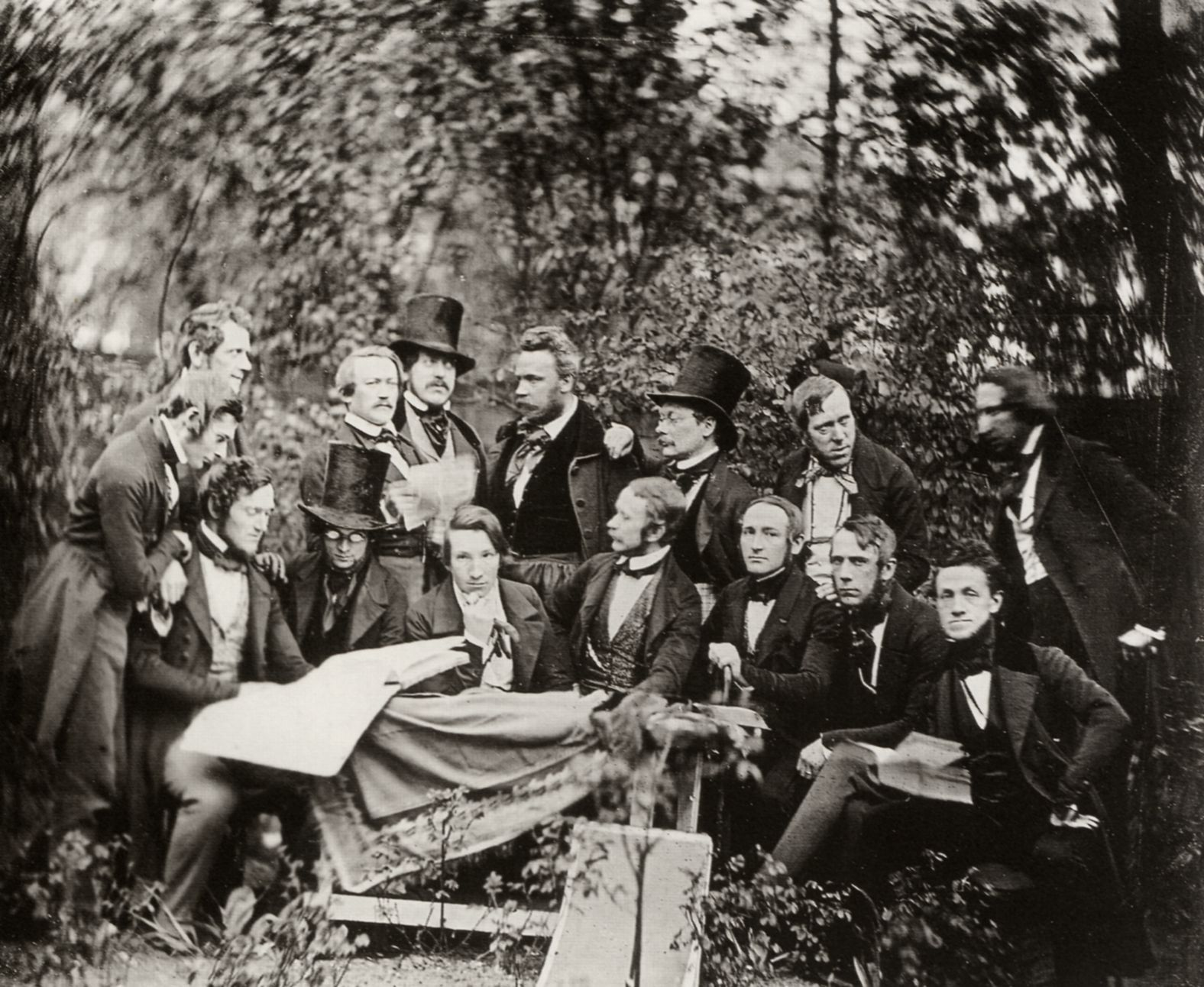
Группа членов Гамбургской ассоциации художников. Фотография 1843 года

Мартин начинал работать в качестве ювелира, но затем увлёкся рисованием и живописью. Учился в Дюссельдорфской академии художеств. Вместе со своими братьями он был соучредителем в 1816 году Студенческого братства Гамбурга (Hamburger Turnerschaft) и клуба Гамбургских молодых художников (Klub Hamburgischer junger Künstler), в 1832 году преобразованного в «Гамбургскую ассоциацию художников» (Hamburger Künstlerverein). В ассоциацию входили живописцы и скульпторы Отто Сигизмунд Рунге, Отто Спектер, Карл Юлиус Мильде, Адольф Фридрих Вольмер, Франц Хеше.
Вскоре к ним присоединились живописец и литограф Герман Кауфман, архитекторы Алексис де Шатонёф и Готфрид Земпер. Устав общества, принятый в 1837 году, преследовал цель профессиональной подготовки художников, обмена опытом и представительства их интересов в среде заказчиков и меценатов. Одним из покровителей ассоциации был Карл Сивекинг, немецкий юрист и политик, некоторое время бывший её директором. Он же сделал возможной художественную выставку 1840 года, организованную по случаю визита датского короля Кристиана VIII в Hammer Hof.
Какое-то время Отто Спектер и братья Генслер считались «душой» ассоциации, в которой нашли своё выражение особые заслуги Мартина Генслера. В 1844 году художники ассоциации выполнили витраж для главной Евангелической церкви Св. Петра в Гамбурге.
Мартин Генслер с другими художниками ассоциации разрабатывал эскизы мебели, оформления интерьеров, изделий декоративно-прикладного искусства. Занимался реставрацией средневековой живописи. В 1874 году вместе с Юстусом Бринкманом был организатором Музея искусств и ремёсел в Гамбурге. На картине, изображающей членов Гамбургской ассоциации, на столе виден цеховой кубок — работа Мартина Генслера. Члены ассоциации согласно обычаю средневековых гильдий и братств живописцев почитали своим покровителем Святого Евангелиста Луку. С 1851 года Генслер стал разрабатывать эскизы кубка Гамбургской ассоциации художников, наподобие средневековых цеховых кубков в неоготическом стиле. «Кубок Луки» (Der Lukaspokal) высотой 69 сантиметров был изготовлен ювелиром и серебряных дел мастером Иоганном Паулем Фридрихом Зорманом к юбилейному фестивалю, посвящённому 25-летию ассоциации 19 сентября 1857 года. Мартин Генслер также разработал эскиз штандарта Гамбургской ассоциации художников (1848).
Мартин Генслер скончался 15 декабря 1881 года в Гамбурге. Семейная гробница находится в музее гробниц под открытым небом Хекенгартен на кладбище Ольсдорф в Гамбурге. Кроме того, в районе мемориального кладбища Альтембург в Ольсдорфе имеется мемориальная надпись памяти братьев Генслер и других известных гамбургских художников.
В районе Гамбург-Бармбек (Hamburg-Barmbek) имеется улица, названная в честь братьев Генслер (Genslerstraße).

## Галерея

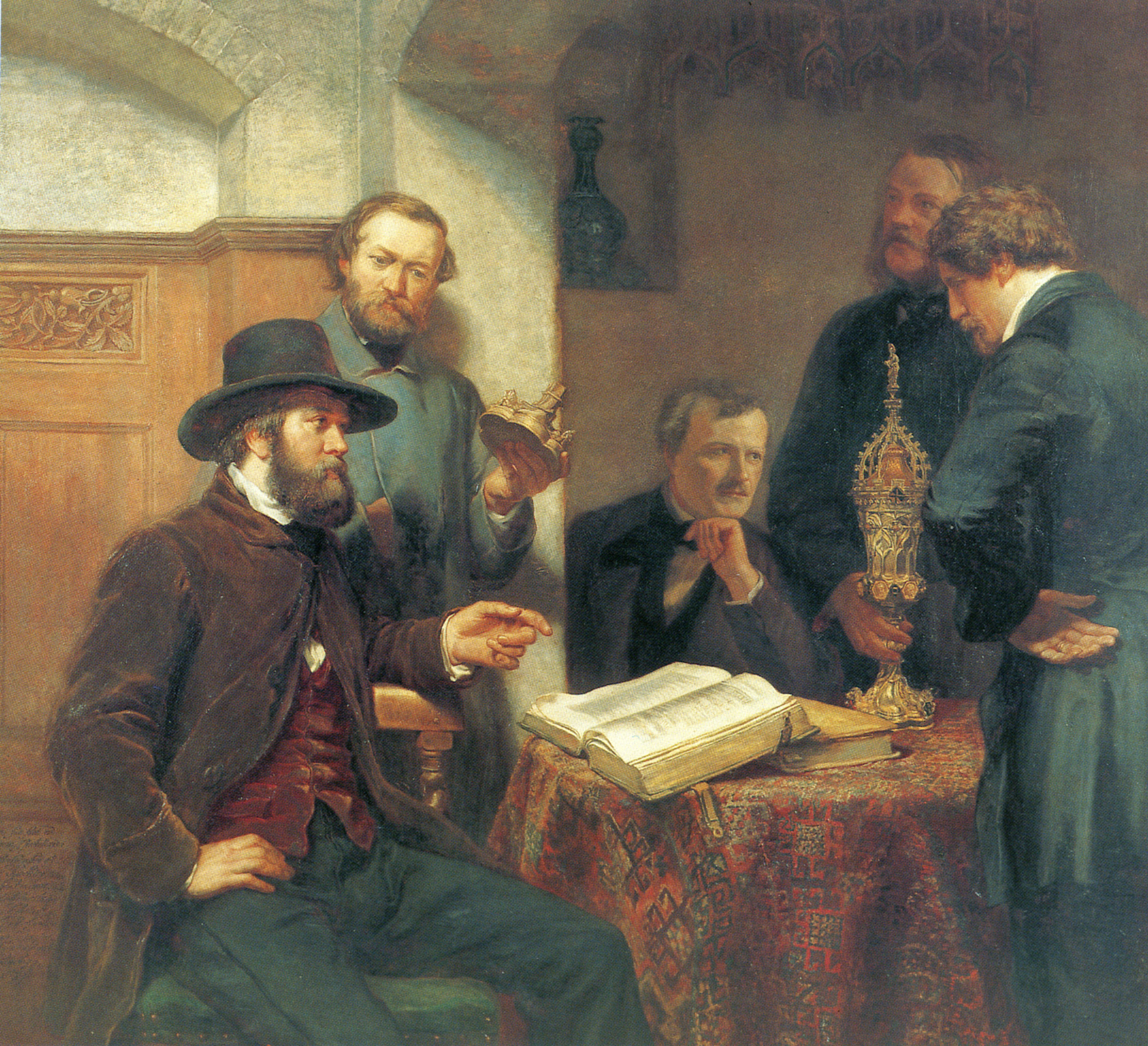
Г. и М. Генслер. Группа членов Гамбургской ассоциации художников. 1859. Холст, масло. Музей истории Гамбурга, Гамбург
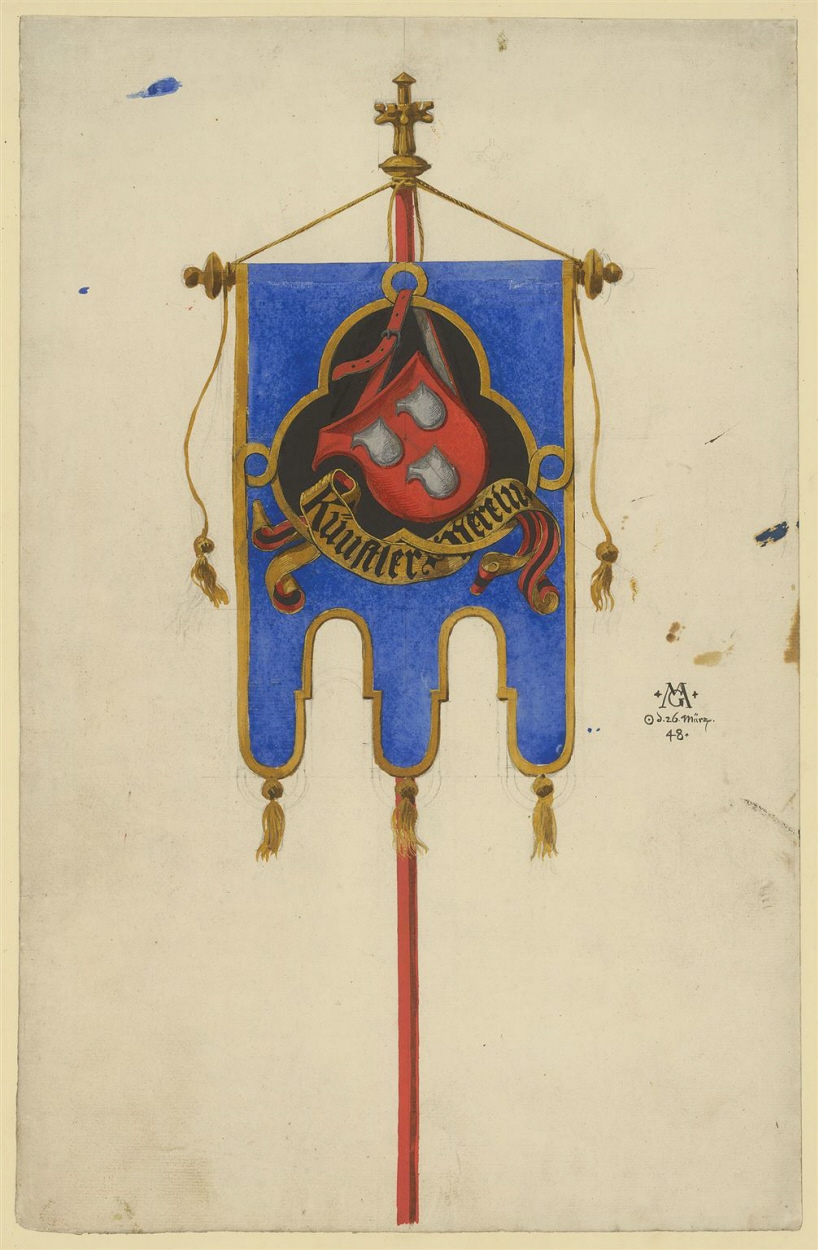
Эскиз штандарта Гамбургской ассоциации художников. 1848. Бумага, карандаш, акварель. Кунстхалле, Гамбург
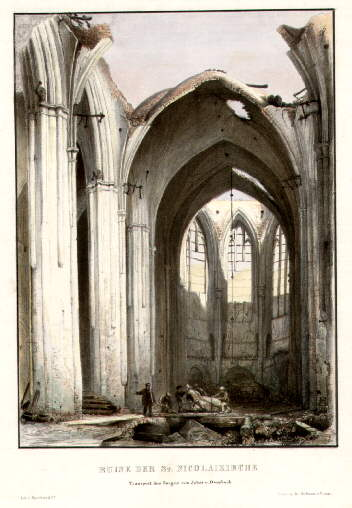
Руины церкви Святого Николая в Гамбурге. 1842. Раскрашенная литография
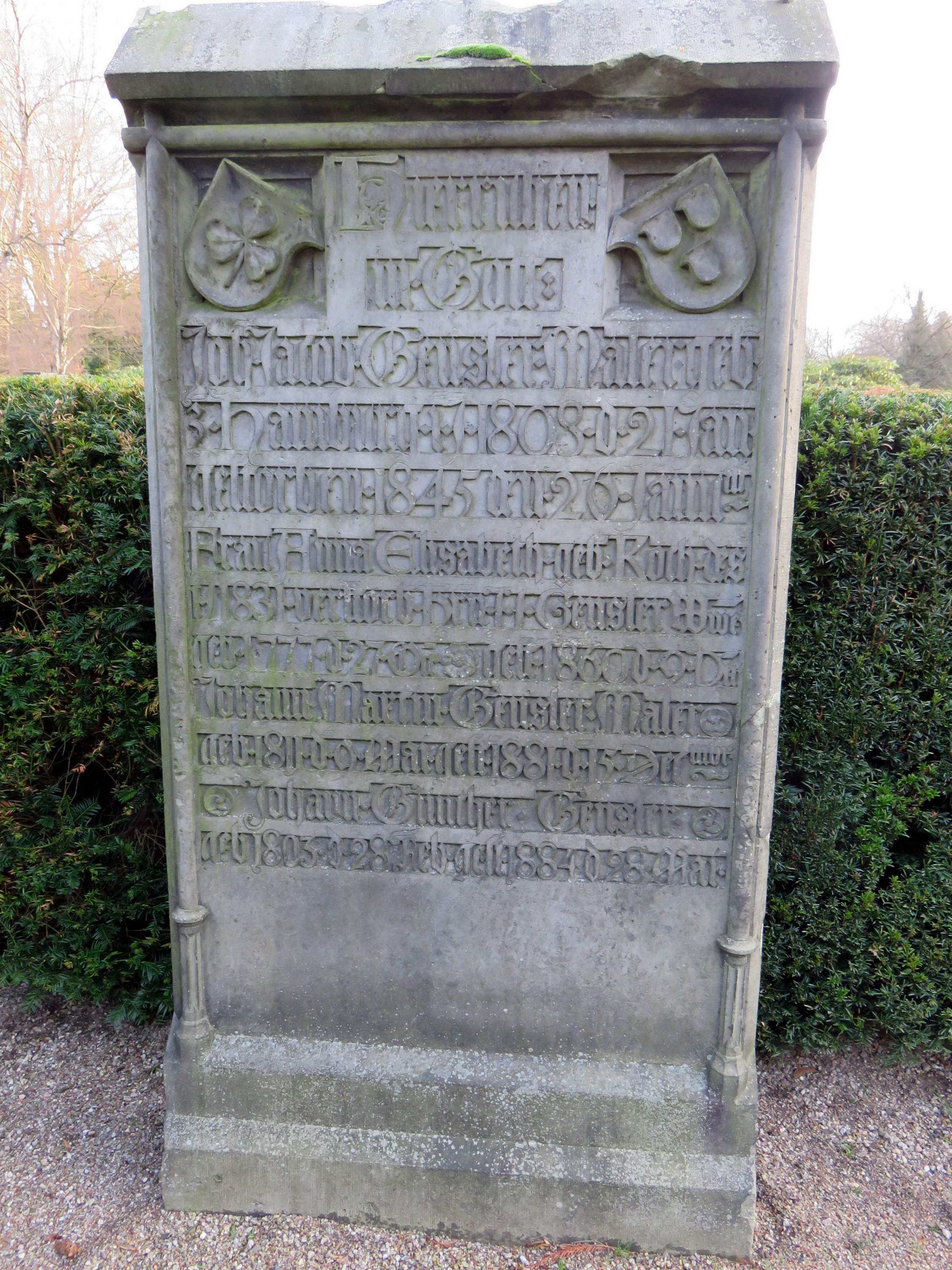
Надгробие братьев Генслер. Кладбище Ольсдорф (Hamburg-Ohlsdorf) в Гамбурге